# Bach-Archiv Leipzig

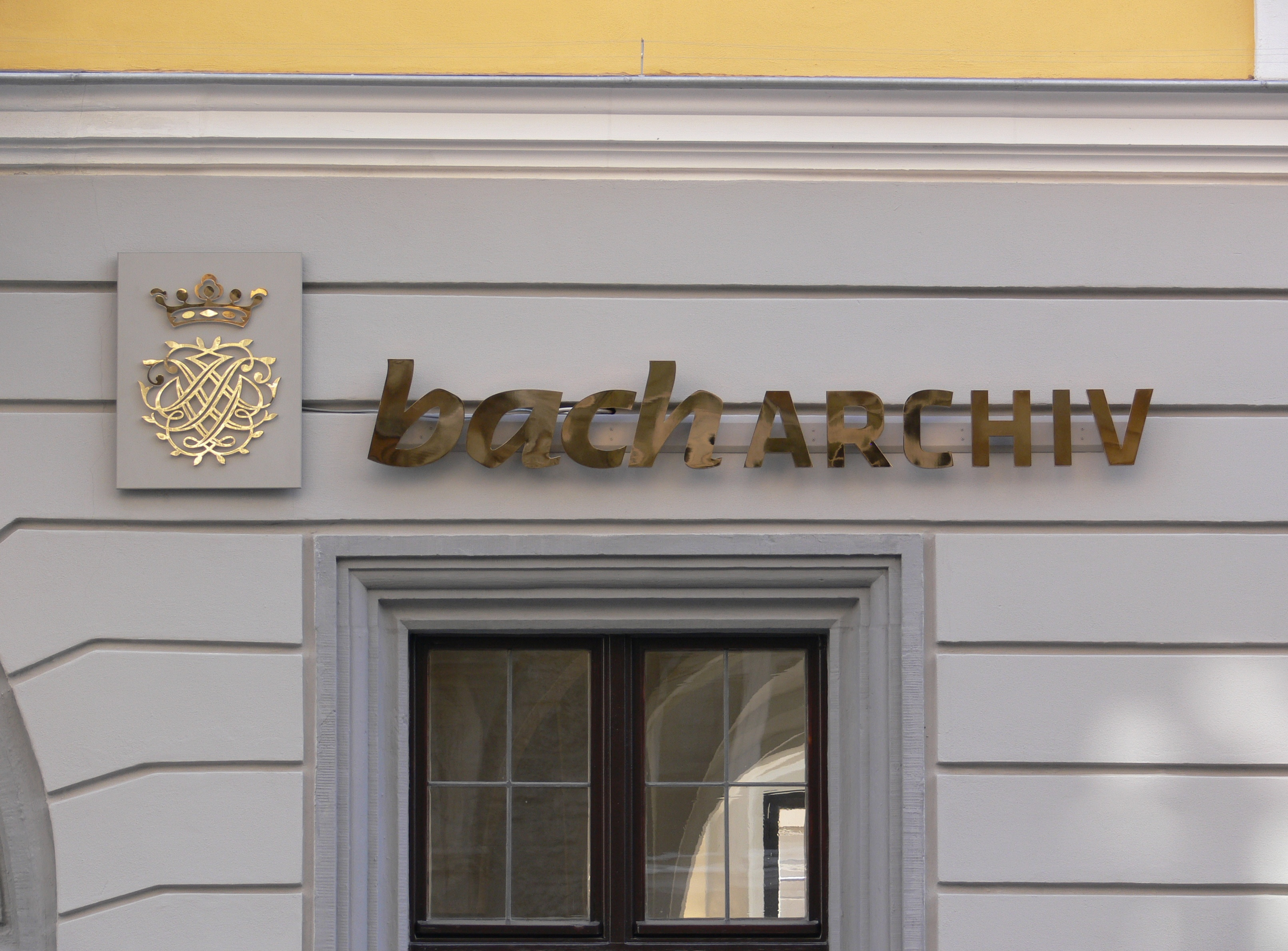
Bach-Archiv Leipzig.

El Bach-Archiv Leipzig o Bach-Archiv es una institución para la documentación e investigación de la vida y obra de Johann Sebastian Bach. El Bach-Archiv también investiga la familia Bach, especialmente su producción musical.
Se localizad en Leipzig, la ciudad en la que Bach residió desde 1723 hasta su muerte, el archivo es reconocido por el gobierno alemán como a "faro cultural" de relevancia nacional. Desde 2008 el Bach-Archiv ha sido parte de la Universidad de Leipzig.

## Historia
El Bach-Archiv fue fundado con ocasión del bicentenario de la muerte de Bach en 1950 por Werner Neumann, que fue su director hasta 1973. Sirvió como un archivo central de manuscritos y documentos históricos relacionados con el compositor y un centro de investigación central relacionado con él y su familia.
En el momento de la fundación de esta institución Leipzig se encontraba en Alemania del Este. Antes de la unificación alemana existía una colaboración con los expertos en Bach de Alemania del Oeste. Por ejemplo, la segunda edición de las obras completas de Bach, la Neue Bach-Ausgabe, fue un proyecto conjunto entre el Bach-Archiv y el Johann-Sebastian-Bach-Institut en Gotinga, Alemania occidental. Después de la unificación el Bach-Archiv entró a formar parte del Konferenz Nationaler Kultureinrichtungen, una reunión de más de veinte organizaciones culturales en la antigua Alemania oriental que son consideradas de importancia nacional. El Instituto de Gotinga cerró en 2006.
Desde el 23 de noviembre de 2008 el Bach-Archiv ha sido un instituto de la Universidad de Leipzig.
En la actualidad el Bach-Archiv es un centro reconocido de investigación sobre Bach que cuenta con una biblioteca científica sobre temas relacionados con el músico. 
El público es convocado al Museo Bach para disfrutar de interpretaciones, sobre todo en el festival internacional Bachfest Leipzig, y en la competición Internationaler Johann-Sebastian-Bach-Wettbewerbs.

## Localización

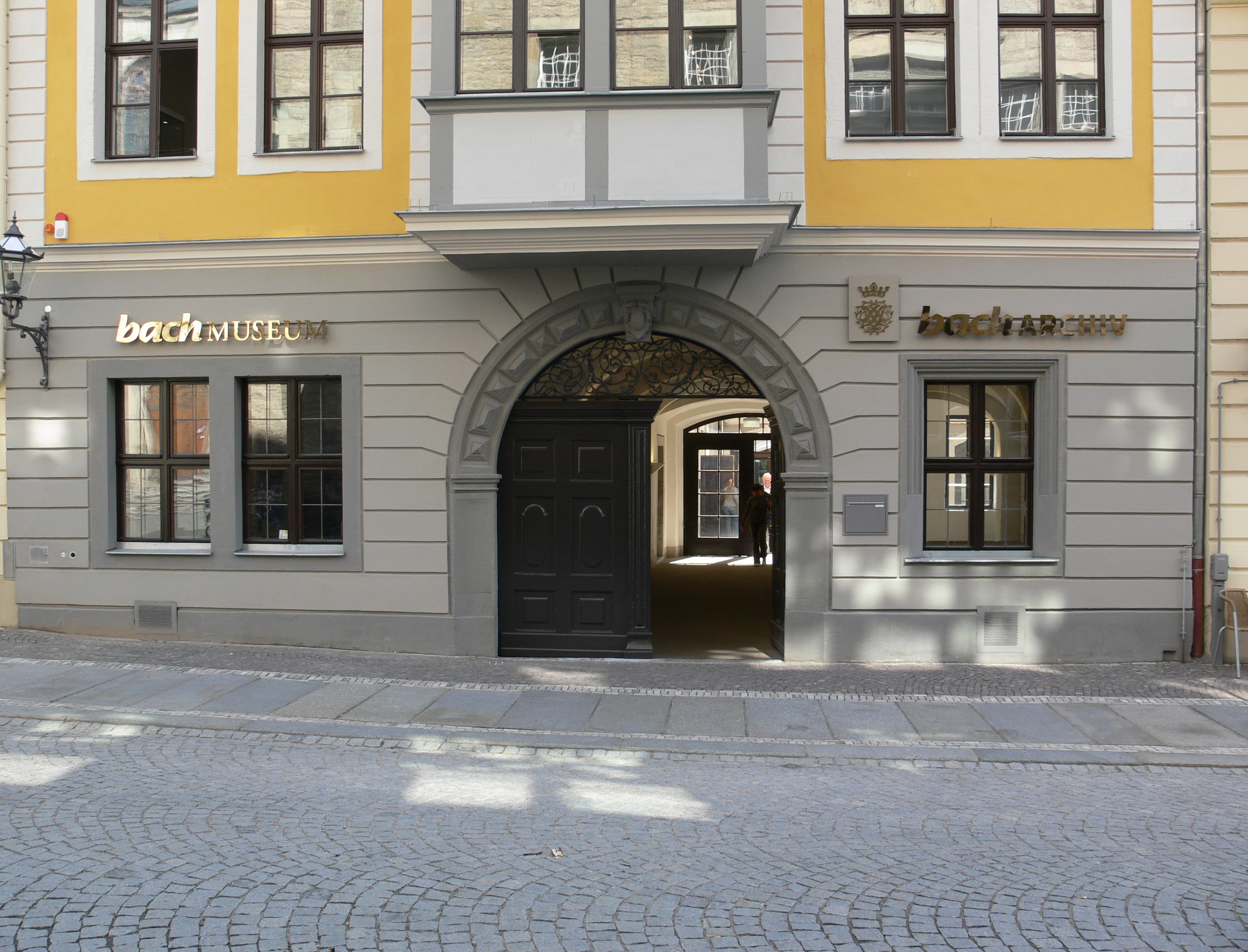
Bach-Museum y Bach-Archiv en la Bosehaus

El Bach-Archiv se encuentran desde 1985 en la histórica Bosehaus frente a la Thomaskirche. El sitio fue restaurado entre 2008 y 2010 para cumplir con los requisitos de seguridad más recientes y el 20 de marzo de 2010 fue inaugurado de nuevo por el presidente de Alemania, Horst Köhler.
La Neue Bachgesellschaft (Nueva Sociedad Bach) comparte las instalaciones, que también albergan el Museo Bach.

## Directores
- 1950 – 1973: Werner Neumann
- 1974 – 1979: Hans-Joachim Schulze
- 1979 – 1991: Werner Felix
- 1992 – 2000: Hans-Joachim Schulze
- 2001 - 31/12/2013: Christoph Wolff[4]
- 01/01/2014: Peter Wollny sucedió a Wolff como director; mientras que Sir John Eliot Gardiner asumió el cargo de presidente.[5]